# Chaetobromus
Chaetobromus is een geslacht uit de grassenfamilie (Poaceae). De soorten van dit geslacht komen voor in Afrika.

## Soorten
Van het geslacht zijn de volgende soorten bekend: 
- Chaetobromus dregeanus
- Chaetobromus interceptus
- Chaetobromus involucratus
- Chaetobromus schlechteri
- Chaetobromus schraderi